# Гасанова, Замина Гасан кызы
Замина Гасан кызы Гасанова (азерб. Zəminə Həsən qızı Həsənova; 1918, Джорат — 2006, Сумгаит) — советский азербайджанский металлург, первая женщина-металлург в Азербайджане. Герой Социалистического Труда (1960).

## Биография
Родилась 10 мая 1922 года в селе Джорат Бакинской губернии (ныне пгт Джорат Сумгаитского городского совета).
Окончила Джоратскую среднюю школу.
С 1936 года учитель в школе посёлка Джорат, председатель Джоратского поселкового совета и на других должностях.
Замина Гасанова активно участвовала в гражданской обороне Баку и окрестностей во время Великой Отечественной войны, сооружала траншеи.
После войны она продолжила свою трудовую деятельность на Азербайджанском трубопрокатном заводе имени Ленина, где стала оператором на стане 140. Позже бригадир-оцинковщик и с 1970 года старший бригадир-оцинковщик, руководила четырьмя бригадами на том же заводе.
Указом Президиума Верховного Совета СССР от 7 марта 1960 года, в ознаменование 50-летия Международного женского дня, за выдающиеся достижения в труде и особо плодотворную общественную деятельность, Гасановой Замине Гасан кызы присвоено звание Героя Социалистического Труда с вручением ордена Ленина и золотой медали «Серп и Молот».
Гасанова активно участвовала в общественной жизни Азербайджана. Одна из организаторов городского клуба для школьников «Горизонт». Многократно избиралась депутатом Сумгаитского городского совета. Депутат Верховного Совета СССР VI созыва от Бакинского-Октябрьского округа Азербайджанской ССР. Участница XV съезда профсоюзов СССР. Почетная гражданка Сумгаита.
Распоряжением Президента Азербайджанской Республики от 2 октября 2002 года, за большие заслуги в области науки и образования, культуры и искусства, экономики и государственного управления Азербайджана, Гасановой Замине Гасан кызы предоставлена персональная стипендия Президента Азербайджанской Республики.
Выдающемуся металлургу-оцинковщику посвящены: песня выдающегося композитора А. Тагиева и поэта Р. Зэка «Замина» и книга З. Алиева «Замина».
Скончалась в 2006 году в городе Сумгаит. В городе Сумгаит была установлена мемориальная доска.

## Награды
- Медаль «Серп и Молот» (07.03.1960)
- Орден Ленина (07.03.1960)
- Орден Октябрьской Революции (30.03.1971)
- Юбилейная медаль «В ознаменование 100-летия со дня рождения Владимира Ильича Ленина» (1970)
- Почётная грамота Конфедерации Профсоюзов Азербайджана (1996)